# Кіборги (фільм)
«Кіборги. Герої не вмирають» — український повнометражний художній фільм режисера Ахтема Сеітаблаєва за сценарієм Наталії Ворожбит про оборону Донецького аеропорту під час війни на Донбасі.
Посідає 82-у позицію у списку 100 найкращих фільмів в історії українського кіно.
Кінострічка є одним з переможців 8-го конкурсного відбору Держкіно та отримала державну фінансову підтримку на 50 % собівартості — майже 24 мільйони гривень. Загальна вартість кінофільму оцінюється в майже 48 мільйонів гривень.
Прем'єра кінокартини в Україні відбулась 6 грудня 2017 року — в День Збройних сил України.

## Синопсис
Командир групи захисників Донецького аеропорту під псевдо «Серпень» говорить побратимам, що вони можуть піти звідти перед ворожим наступом, але ті вирішують лишитися. «Серпень» за це називає їх «кіборгами».
Дія фільму повертається на десять днів назад. Біля передової, у Пісках, панує сум'яття, прибуло поповнення з вояків, які ще нікого не знають. Журналіст каналу 1+1 бере у вояків інтерв'ю. Одні фанатично віддані захисту України, інші ж занурені у рутину.
Колона військової техніки дорогою до Донецького аеропорту потрапляє під ворожий обстріл. Доброволець «Мажор» губить під час обстрілу свій автомат. Солдат «Субота» веде вцілілих до авто і вони доїжджають до аеропорту.
Прибулі на оборону знайомляться, вояк на псевдо «Гід» веде новоприбулих крізь руїни до іншої групи, яка розповідає, що російські солдати носять нашивки Збройних сил України. Солдати вирушають у бік ворога і встряють у перестрілку. Вони забирають припаси, але не знищують ворогів, що засіли глибоко в руїнах аеропорту, на нижньому поверсі.
Новоприбулі під командуванням «Серпня» отримують завдання чергувати в Новому терміналі аеропорту. Вночі солдати обговорюють життя на фронті. «Гід», котрий вже давно в аеропорту, розповідає «Марсу» про те що він відчуває, вбиваючи ворогів, і зривається на крик. «Мажор» пояснює за що отримав позивний — він музикант та син заможних батьків, що потайки втік на війну. Він намагається зрозуміти свою роль на цій війні, саму війну, і що буде після неї.
Командир піднімає питання, яка у вояків мотивація бути на війні. «Серпень» допитується у товаришів за що вони люблять Україну і стає зрозуміло, що відповідь не така проста. Адже на Батьківщині домівка, живуть їхні рідні, прекрасна природа, але погана влада, розбиті дороги тощо. «Серпень» вважає, що треба знати свою історію аби нести відповідальність за майбутнє та відчувати, що є в теперішньому несправедливим. Новоприбулі лягають спати, проте чергують позмінно.
«Мажор» під час своєї зміни полишає будівлю терміналу і вирушає на злітну смугу знайти заміну загубленому раніше автомату. Спустившись у воронку від вибуху з тілами бойовиків, він знаходить зброю. До воронки під'їжджає позашляховик з бойовиками, один виходить оглянути місцевість. Раптово у одного з убитих лунає дзвінок телефона, видаючи цим місцерозташування «Мажора». Той вбиває бойовика, захоплює його авто, в якому спить інший бойовик і їде в термінал. Його сприймають за ворога, але вчасно впізнають свого. «Марс» застрелює захопленого у авто «сепара». Командир наказує «Мажору» йти з фронту, адже він порушив наказ не іти в самовільні вилазки. Той звинувачує командира і всіх, народжених в СРСР в тому, що вони отримали вільну Україну без війни, а не змогли примножити її багатства. «Марсу» стає зле після скоєного ним убивства, «Серпень» дозволяє «Мажору» лишитися. Вояки дізнаються, що в аеропорту є психолог «Псих», котрий розповідає, як боротися зі стресом, але його поради сприймають з іронією, проте з'ясовується, що він медик і вміє надавати першу допомогу.
«Мажор», «Серпень» і «Субота» чергують біля сходів у підвал, де сховалися бойовики. «Мажор» та «Серпень» ведуть мову, чому українці соромляться говорити рідною мовою і чому еліта працює на інші держави. Між ними виникає запекла суперечка про те, який вибір повинні зробити українці, в якій «Мажор» стоїть на позиції загальнолюдських цінностей і космополітизму, а «Серпень» — націоналізму та традиціоналізму. Аргументація ледве не доходить до бійки, але припиняється після того, як «Старий» приносить їжу. Сівши вечеряти, захисники аеропорту співають пісні та єднаються. На шум збігають сепаратисти, відкриваючи вогонь, але змушені відступити.
«Мажор» вирушає на чергування, де психолог розповідає, що пам'ятає як той грав на трубі під час Революції гідності. «Мажор» ділиться своєю історією того як вирушив на війну потай від батьків. «Псих» розповідає свою, як Революція Гідності вплинула на його світогляд. «Мажор» бачить підозрілого солдата і розуміє, що це переодягнений сепаратист. У цей час вороги починають наступ із піхотою і танками.
В аеропорту починається бій, вдається захопити кількох нападників у полон, але українці також опиняються в руках ворогів. На допиті полонений, росіянин Петро Іванович, стверджує, що не знав куди його везуть воювати. Другий виявляється місцевим. Приїжджає начальство з доганою — було заборонено відкривати вогонь у відповідь. «Редут» зухвало відповідає на це — коли нападають — треба захищатися. Українські солдати проводять із сепаратистами обмін полоненими. По поверненню викривається діяльність переодягнених ворогів, які крадуть припаси. Підстрелений сепаратист говорить, що хоче відродження СРСР, що буде «захищати жителів Донбасу, а не обкрадати їх». «Серпень» відповідає на це, що Росія веде війни в Чечні, Абхазії, Грузії, не задля захисту, а для грабунку, тому не може принести на Донбас процвітання, лише такий самий грабунок. Його відпускають, сепаратист іде до своїх, але ті застрелюють його по дорозі.
За даними розвідки, вночі готується ворожий наступ, де використовуватиметься «Буратіно». «Серпень» оголошує, що з цього бою може не вийти ніхто, та товариші вирішують лишитися. На аеропорт насуваються російські танки, з іншого боку прибувають українські. «Мажор» із іншими поспішає врятувати екіпаж підбитої бронетехніки. Штурм провалюється, багато російських танків і піхоти знищено. Більшість захисників аеропорту виживають, але «Субота» отримує важке поранення, а «Серпня» незабаром після бою вбиває бойовик, що ховався в руїнах аеропорту. «Суботі» терміново потрібна операція, під обстрілом ворога «Мажору» вдається доставити його та тіло «Серпня» до штабу. У цей час інші шукають бойовика, що вбив Серпня, але знаходять труп — бойовик щойно помер від зараження крові.
За якийсь час на захист аеропорту прибуває наступна група вояків, серед них уже досвідчений солдат «Мажор».

## У ролях
У лютому 2017, перед початком зйомок фільму, режисер Ахтем Сеітаблаєв заявляв, що у стрічці буде шестеро головних героїв з позивними «Мажор», «Серпень», «Гід», «Субота», «Марс» та «Старий». У пізнішому інтерв'ю у серпні 2017 виданню «Радіо Свобода» Сеітаблаєв заявив, що протагоністів у фільмі буде всього п'ятеро. У показаному фільмі їх семеро, включаючи непрофесійного медика — добровольця з часів Євромайдану, психолога з духовною освітою на прізвисько «Псих».
| Актор                | Роль                                                        |
| -------------------- | ----------------------------------------------------------- |
| Андрій Ісаєнко       | «Субота»                                                    |
| Роман Ясіновський    | «Гід»                                                       |
| В'ячеслав Довженко   | «Серпень»                                                   |
| Макар Тихомиров      | «Мажор» (Антон Ясинський)                                   |
| Віктор Жданов        | «Старий»                                                    |
| Олександр Піскунов   | «Марс»                                                      |
| Костянтин Темляк     | «Псих»                                                      |
| Роман Семисал        | «Редут» (Олександр Трепак)                                  |
| Олександр Загородний | журналіст Олександр Загородний, камео                       |
| Владислав Журенко    | оператор Владислав Журенко, камео                           |
| Олег Драч            | начальник генерального штабу ЗСУ Муженко Віктор Миколайович |
| Олександр Мельник    | полонений сепаратист                                        |
| Всеволод Шекіта      | полонений росіянин                                          |
| Ігор Салімонов       | ватажок сепаратистів                                        |
| Андрій Шараскін      | «Богема», камео                                             |
| Євген Нищук          | капелан                                                     |

## Фільмування
Знімання розпочалося 9 лютого 2017 року. Знімальний майданчик розташований у селі Крюківщина Київської області. Частина матеріалу відзнята в Чернігівській області: на Гончарівському полігоні відтворили сцени танкових боїв, а на злітно-посадковій смузі запасного Чернігівського аеродрому — екстер'єр аеродрому.
Консультантами стрічки виступили кілька військових, у тому числі тих, які брали участь у захисті Донецького аеропорту від російсько-сепаратистських сил: Кирило Недря («Доцент»), Шараскін Андрій («Богема»), Євген Жуков («Маршал») та Євген Межевікін («Адам»).
Фільмування стрічки завершилось у квітні 2017, після чого розпочався етап монтажу.

## Анонс
15 серпня 2017 Держкіно разом з українським кінопрокатником стрічки, компанією UFD, презентували перший офіційний тизер фільму. У тизері звучить пісня гурту Океан Ельзи «Не твоя війна». Надалі до саундтреку увійшли «Гуцулка Ксеня», «Мить» та інші оригінальні композиції Милоша Єлича і Андрія Пономарьова.

## Благодійна акція
З нагоди виходу фільму в прокат команда «Кіборгів» та фонд «Повернись живим» організували ініціативу #ЯНебайдужий!. У рамках ініціативи з кожного квитка, придбаного на фільм «Кіборги», 5 гривень будуть перераховані на допомогу сім'ям загиблих у боях за Донецький аеропорт.

## Реліз

### Допрем'єрні покази
Першими глядачами фільму «Кіборги» Ахтема Сеітаблаєва стали військові Маріуполя, що побачили фільм 26 листопада 2017 року.
Наступні прем'єрні покази фільму відбулися: у Запоріжжі (27 листопада), Дніпрі (28 листопада), Львові (30 листопада), Тернополі (1 грудня), Івано-Франківську (2 грудня), Чернігові (3 грудня), Києві (6—7 грудня), Харкові (8 грудня) та Одесі (9 грудня).

«Я справді хвилювався, якою буде реакція чоловіків, які пройшли цю війну і були в аеропорту. Після показу, коли зал піднявся і почав аплодувати, я зрозумів, що нашій команді вдалося зняти чесне та історично правдиве кіно»
— режисер фільму Ахтем Сеітаблаєв після прем'єри у Маріуполі
Під час львівського допрем'єрного показу подивитись картину захотіло так багато глядачів, що адміністрації кінотеатру довелось показувати фільм додатково. Загалом фільм йшов відразу у чотирьох залах. В Дніпрі до прем'єри фільм захотіло побачити ще більше глядачів — довелось організувати показ у шістьох залах. Такого ажіотажу не було на жодному перегляді українського кіно. У той же час мали місце проблеми у Чернівцях.

### Широкий прокат
У широкий український кінопрокат стрічка вийшла 6 грудня 2017 року — в День Збройних сил України.

### Домашнє відео
Наприкінці лютого 2018 року стрічка стала доступною на VOD платформі Megogo. Наприкінці травня 2018 року фільм також вийшов у Німеччині на Blu-Ray, тамтешній дистриб'ютор Meteor Film GmbH переклав назву як «Остання барикада — У російському перехресному вогні» (нім. Last Resistance — Im russischen Kreuzfeuer); на диску доступний німецький дубляж та російськомовно-україномовний оригінал. Наприкінці жовтня 2018 року фільм також вийшов у Південній Кореї на VOD, тамтешній дистриб'ютор Story J переклав назву як «Останні солдати: фінальна битва» (кор. 라스트 솔져스 : 최후의 결전); у Кореї став доступним лише російськомовно-україномовний оригінал та корейськомовні субтитри. На початку січня 2019 року фільм також вийшов у Японії на DVD, тамтешній дистриб'ютор Happinet переклав назву як «Солдати: герої не вмирають» (яп. ソルジャーズ ヒーロー・ネバー・ダイ); на диску доступний лише російськомовно-україномовний оригінал та японськомовні субтитри. На початку вересня 2019 року фільм також вийшов у США на DVD та VOD, тамтешній дистриб'ютор ITN Distriubtion переклав назву як «Герої не вмирають» (англ. Heroes Never Die); на диску доступний англомовний дубляж та англомовні субтитри.

### Реліз 4-серійної міні-серіальної версії на ТБ
4-серійна міні-серіальна версія стрічки «Кіборги» вийшла в ефір на телеканалі «ICTV» 20 лютого 2019 року, у п'яту річницю закінчення Революції Гідності.

## Реакція

### Звинувачення в плагіаті
Автор книги «Аеропорт» Сергій Лойко звинувачував авторів фільму в плагіаті, вказуючи на ряд збігів. Згодом, опісля критики з боку ветерана АТО Максима Музики, українського кінорежисера Леоніда Кантера та інших українських митців, Лойко вибачився за свої висловлювання.

### Касові збори
За перший вікенд фільм зібрав понад 8 мільйонів гривень. Це рекордний показник для першого вікенду серед українських фільмів.
Станом на 30 січня 2018 після 8 тижнів прокату касові збори фільму склали 22,3 млн ₴, що на той час було абсолютним рекордом для стрічок вироблених повністю в Україні і перевершило показники попереднього рекордсмена фільму «DZIDZIO Контрабас», який за загалом зібрав 22,2 мільйони гривень.
Загалом стрічка протрималася 21 тиждень в українському прокаті і заробила 23,2 млн ₴ (0,86 млн $).

### Рецензії критиків
Фільм отримав переважно позитивні відгуки від українських кінокритиків, хоча певні аспекти фільму й зазнали критики. Серед чеснот фільму, оглядач онлайн-видання Wocup Денис Гузінський виокремив автентичне зображення героїв фільму, створених сценаристом як збірний образ українських солдатів та добровольців, а також вдало переданий «чорний» гумор війни. Оглядач газети «День» Сергій Тримбач одним з найсильніших сторін фільму назвав його сценарій, зазначивши що сценаристці фільму Наталі Ворожбит вдалося зобразити «світоглядну полеміку українців, різних їхніх ментальних проявів». Оглядач газети «Лівий берег» Альона Пензій похвалила творців за те, що вони «не демонізували ворога» та не позбавили ворогів України людських рис та зуміли підкреслити, що проти України воюють не лише росіяни, а й громадяни України. Критик онлайн-видання «Geek Journal» Тайлер Андерсон серед основних плюсів фільму назвав реалістичність діалогів та бойових сцен. У колонці на «Українській правді» «Ода захисникам Донецького аеропорту» Олександра Струмчиська окрім іншого похвалила використання як саундтреку до фільму пісню «Гуцулка Ксеня», яка на думку авторки надзвичайно вдало вписалася в сюжетну канву стрічки. Іще одним позитивним аспектом фільму, на думку кінокритика «Детектор медіа» Ярослава Підгори-Гвяздовського, стало його «гуманістичні європейські посилання».
Серед негативних аспектів фільму, Підгора-Гвяздовський назвав перенасиченість фільму діалогами та слабкий екшн у стрічці. Також мінусом стрічки оглядач «Детектор медіа» Андрій Кокотюха назвав нереалістичність діалогів, які він описав як «безкінечне з'ясування, хто й коли „просрав“ Україну і що буде далі» і підкреслив, що на його думку безкінечні діалоги фільму «цілком можна було замінити військовим побутом, цинічними чоловічими жартами, характерними для війни та екстремальних умов загалом». Ще одним з головним недоліків фільму багато критиків назвали присутність у стрічці російської мови. Так російськомовність стрічки розкритикував оглядач видання «Credo» Микола Мишовський та журналіст Володимир Миленко. Крім того, критик онлайн-видання «Geek Journal» Тайлер Андерсон дорікнув творцям тим, що на деяких показах російськомовні діалоги навіть не супроводжувалися українськими субтитрами; а оглядач видання «Український погляд» Валерій Степаненко підкреслив, що навіть на тих сеансах, де російськомовні діалоги було субтитровано українською, якість українських субтитрів була «дуже недолугою».
Стрічка отримала високі рейтинги в міжнародній кінематографічній базі даних IMDb — 7,8/10 (5 тис. оцінок) та в українській кінематографічній базі даних Kino-teatr.ua — 9,3/10 (4 тис. оцінок).

## Нагороди та номінації
| Список нагород та номінацій                                  | Список нагород та номінацій | Список нагород та номінацій                | Список нагород та номінацій | Список нагород та номінацій | Список нагород та номінацій |
| Кінофестиваль/Кінопремія                                     | Рік                         | Категорія                                  | Номінант(и)                 | Результат                   | Дж                          |
| ------------------------------------------------------------ | --------------------------- | ------------------------------------------ | --------------------------- | --------------------------- | --------------------------- |
| КМКФ Молодість (у рамках Днів українського кіно у Верховині) | 2017                        | Приз глядацьких симпатій «Скіфський олень» | Кіборги                     | Перемога                    | [ 56 ]                      |
| Премія «Золота дзиґа»                                        | 20.04.2018                  | Найкращий фільм                            | Кіборги                     | Перемога                    | [ 57 ] [ 58 ]               |
| Премія «Золота дзиґа»                                        | 20.04.2018                  | Найкращий актор у головній ролі            | В'ячеслав Довженко          | Перемога                    | [ 57 ] [ 58 ]               |
| Премія «Золота дзиґа»                                        | 20.04.2018                  | Найкращий актор другого плану              | Віктор Жданов               | Перемога                    | [ 57 ] [ 58 ]               |
| Премія «Золота дзиґа»                                        | 20.04.2018                  | Найкращий оператор-постановник             | Юрій Король                 | Номінація                   | [ 57 ] [ 58 ]               |
| Премія «Золота дзиґа»                                        | 20.04.2018                  | Найкращий художник-постановник             | Шевкет Сейдаметов           | Перемога                    | [ 57 ] [ 58 ]               |
| Премія «Золота дзиґа»                                        | 20.04.2018                  | Найкращий сценарист                        | Наталя Ворожбит             | Перемога                    | [ 57 ] [ 58 ]               |
| Премія «Золота дзиґа»                                        | 20.04.2018                  | Найкращий звукорежисер                     | Антон Бржестовський         | Номінація                   | [ 57 ] [ 58 ]               |
| Премія «Золота дзиґа»                                        | 20.04.2018                  | Найкращий художник із гриму                | Ліліана Хома                | Перемога                    | [ 57 ] [ 58 ]               |
| Премія «Золота дзиґа»                                        | 20.04.2018                  | Найкращий художник з костюмів              | Надія Кудрявцева            | Номінація                   | [ 57 ] [ 58 ]               |
| Премія «Золота дзиґа»                                        | 20.04.2018                  | Приз глядацьких симпатій                   | Кіборги                     | Номінація                   | [ 57 ] [ 58 ]               |
| Національна премія кінокритиків «Кіноколо»                   | 26.10.2018                  | Найкращий повнометражний ігровий фільм     | Кіборги                     | Номінація                   | [ 59 ] [ 60 ]               |
| Національна премія кінокритиків «Кіноколо»                   | 26.10.2018                  | Найкращий режисер                          | Ахтем Сеітаблаєв            | Номінація                   | [ 59 ] [ 60 ]               |
| Національна премія кінокритиків «Кіноколо»                   | 26.10.2018                  | Найкращий актор                            | В'ячеслав Довженко          | Перемога                    | [ 59 ] [ 60 ]               |